# Пхетчабун (аэропорт)
Аэропорт Пхетчабун (тайск. ท่าอากาศยานเพชรบูรณ์) (ИАТА: PHY, ИКАО: VTPB) — аэропорт, расположенный в Пхетчабуне (провинция Пхетчабун, Таиланд).